# Euphorbia uzmuk
Euphorbia uzmuk är en törelväxtart som beskrevs av Susan Carter och John Richard Ironside Wood. Euphorbia uzmuk ingår i släktet törlar, och familjen törelväxter. Inga underarter finns listade i Catalogue of Life.